# Calentamiento de marea
El calentamiento de marea se produce a través de los procesos de fricción de las mareas: La energía orbital y la rotacional se disipan en forma de calor, ya sea en la superficie del océano o en el interior de un planeta o satélite. Ío, una luna joviana, es el cuerpo con mayor actividad volcánica del sistema solar, sin cráteres de impacto en su superficie, a causa de la fuerza de marea que ejerce Júpiter sobre el satélite. La excentricidad de la órbita de Ío (una consecuencia de su participación en la resonancia de Laplace) provoca una variación en la altura de la corteza del satélite en el transcurso de su órbita (hasta 100 m), por el calentamiento del interior de la luna joviana producido por la fricción de marea. Se cree que un proceso similar pero más débil ha fundido las capas inferiores del hielo que cubre el manto rocoso del siguiente mayor satélite de Júpiter, Europa. Es posible que la luna de Saturno Encélado también tenga un océano de agua líquida bajo su corteza de hielo. Se cree que los géiseres de vapor de agua de Encélado nacen de la energía generada en la fricción de marea causada por el planeta.
La cantidad total de calentamiento de marea {\displaystyle q_{tid}} se obtiene de la expresión: {\displaystyle q_{tid}=63\rho n^{5}r^{4}e^{2}/38\mu Q}, donde {\displaystyle r} es el radio del satélite (o planeta), {\displaystyle n} es el movimiento orbital medio, {\displaystyle e} es la excentricidad de la órbita, {\displaystyle Q} es un factor de disipación adimensional y {\displaystyle \mu } es el módulo de corte. El calentamiento de marea se suele expresar como un número adimensional C igual al cociente del calentamiento de marea por el calentamiento interno total.